# AndLinux
andLinux es una distribución del sistema operativo LinuxGNU/Linux, basada en formato de Debian, y en especial en la distribución derivada de Ubuntu llamada Xubuntu.
Dentro de sus 200 MB de tamaño, andLinux se caracteriza por haber diseñado y desarrollado aplicaciones que corren en sistemas basados en Windows 2000 (2000, XP, 2003, Vista, 2008, 7).
El proyecto andLinux fue iniciado por Dinamism (http://www.dynamism.com) para la comunidad GP2X, pero su base de usuario excede su diseño original. La comunidad GP2X siempre será el corazón de andLinux, aun cuando esto se bifurque en una escena mucho más grande. andLinux es libre y permanecerá así, y las donaciones son enormemente necesarias.
andLinux usa CoLinux como su corazón que es confuso para muchas personas. CoLinux es un port del núcleo Linux a Windows. Aunque esta tecnología es como VMware o Virtual PC, CoLinux se diferencia por el ser más de una fusión de Windows y el núcleo Linux (Linux) y no por ser un PC emulado, haciéndolo más eficiente.
andLinux no es solamente para el desarrollo y corre casi todas las aplicaciones Linux sin modificación.
andLinux tiene dos versiones una versión con la interfaz gráfica KDE y otra mínima con XFCE

## Requerimientos
- Un sistema operativo Windows 2000 o más reciente.[4]
- Memoria RAM de 128 MB (192 MB o más es recomendado) para Windows 2000/XP/2003; al menos 512 MB para Windows Vista/7).
- Un espacio en el disco duro de: 2.5 GB  (Para la versión XFCE) 4.5 GB (Para la versión KDE).
- Una buena conexión a internet (para poder instalar nuevas aplicaciones a través de apt-get o Synaptic).
- Algunos conocimientos básicos de Linux para continuar una vez instalado andLinux.

## Limitaciones
- Todos los usuarios que pueden iniciar sesión en Windows pueden acceder andLinux esto compromete la seguridad.
- andLinux no es adecuado para gráficos de alto rendimiento en tiempo real como requeridos por la mayoría de los juegos 3D. Aunque algunos usuarios han conseguido hacer trabajar aplicaciones OpenGL en hardware reciente, probablemente experimentará problemas al hacerlo.
- Si tiene un CPU de doble núcleo, solo podrán utilizar uno de estos núcleos para andLinux (debido a las limitaciones tecnológicas, como andLinux todos los procesos se encapsulan en un proceso de Windows).